# كونستانتين كوفالتشوك
كونستانتين كوفالتشوك هو لاعب كرة قدم روسي في مركز الوسط، ولد في 18 يونيو 2001. لعب مع نادي أوفا.

## وصلات خارجية
- كونستانتين كوفالتشوك على موقع قاعدة بيانات كرة القدم.إي يو (الإنجليزية)
- كونستانتين كوفالتشوك على موقع Soccerway.com (الإنجليزية)